# Кардвелл (Монтана)
Кардвелл (англ. Cardwell) — переписна місцевість (CDP) в США, в окрузі Джефферсон штату Монтана. Населення — 62 особи (2020).

## Географія
Кардвелл розташований за координатами 45°51′57″ пн. ш. 111°57′45″ зх. д. / 45.86583° пн. ш. 111.96250° зх. д. (45.865798, -111.962594).  За даними Бюро перепису населення США в 2010 році переписна місцевість мала площу 5,93 км², з яких 5,82 км² — суходіл та 0,11 км² — водойми. В 2017 році площа становила 5,58 км², з яких 5,56 км² — суходіл та 0,02 км² — водойми.

## Демографія
Згідно з переписом 2010 року, у переписній місцевості мешкало 50 осіб у 20 домогосподарствах у складі 13 родин. Густота населення становила 8 осіб/км².  Було 23 помешкання (4/км²).
Расовий склад населення:
| - 98,0 % — білих |

До двох чи більше рас належало 2,0 %. Частка іспаномовних становила 0,0 % від усіх жителів.
За віковим діапазоном населення розподілялося таким чином: 32,0 % — особи молодші 18 років, 54,0 % — особи у віці 18—64 років, 14,0 % — особи у віці 65 років та старші. Медіана віку мешканця становила 42,0 року. На 100 осіб жіночої статі у переписній місцевості припадало 85,2 чоловіків;  на 100 жінок у віці від 18 років та старших — 88,9 чоловіків також старших 18 років.
Цивільне працевлаштоване населення становило 17 осіб. Основні галузі зайнятості: освіта, охорона здоров'я та соціальна допомога — 35,3 %, виробництво — 23,5 %, фінанси, страхування та нерухомість — 11,8 %, мистецтво, розваги та відпочинок — 11,8 %.